# 杰夫·托斯兰
杰弗里·托斯兰（英語：Geoffrey Toseland，1931年1月31日—2019年5月16日），英格兰职业足球运动员，曾效力于桑德兰，司职边锋。 